# Staurocladia oahuensis
Staurocladia oahuensis is een hydroïdpoliep uit de familie Cladonematidae. De poliep komt uit het geslacht Staurocladia. Staurocladia oahuensis werd in 1930 voor het eerst wetenschappelijk beschreven door Edmonson. 